# Józef Chazanowicz
Józef Chazanowicz (także Joseph Chazanowicz) (ur. 22 października 1844 w Goniądzu lub Grodnie, zm. 1915 lub 28 listopada 1918 w Jekaterynosławiu) – żydowski lekarz, bibliofil, współtwórca Narodowej i Uniwersyteckiej Biblioteki Izraela.

## Życiorys
Syn żydowskiego kupca Aarona Chazanowicza. Ukończył cheder i gimnazjum rosyjskie w Grodnie. Studiował od 1866 medycynę w Królewcu, w Prusach. W czasie wojny francusko-pruskiej był asystentem chirurgicznym w szpitalu wojskowym w Berlinie. W 1896 roku przesłał z Białegostoku do Jerozolimy około 20 tysięcy woluminów, z czego połowę stanowił jego prywatny księgozbiór, gromadzony przez 28 lat. Na jego podstawie powstała Biblioteka Abarbanel, później włączona do Narodowej i Uniwersyteckiej Biblioteki w Jerozolimie.